# Пьо, Сандрин
Сандри́н Пьо (фр. Sandrine Piau; род. 5 июня 1965, Исси-ле-Мулино) — французская певица (сопрано). Специализируется в области оперно-ораториальной музыки эпохи барокко.

## Биография и творчество
Сандрин Пьо училась в Парижской консерватории вначале как арфистка, затем как оперная певица (класс XXXX). Брала уроки оперного вокала у Рашели Якар и Рене Якобса (Париж, XXXX годы). Уильям Кристи привлёк внимание Пьо к барочной музыке, которая со временем стала центральной в её репертуаре. Помимо музыки барокко Пьо исполняет партии в операх венских классиков («Митридат» и «Волшебная флейта» Моцарт, Глюк), романтиков («Вольный стрелок» Вебера, «Фальстаф» Верди), французских импрессионистов («Пеллеас и Мелизанда» Дебюсси), некоторых композиторов XX века (в т.ч. Р. Штрауса и Б. Бриттена). Исполняет также немецкую и французскую (Форе) камерную лирику XIX — начала XX веков. 
Пьо работала со многими известными дирижёрами, среди которых Уильям Кристи, Кристоф Руссе, Филипп Херревеге, Густав Леонхардт, Тон Копман, Франс Брюгген, Сигизвальд Кёйкен, Чон Мён Хун, Курт Мазур, Мишель Корбоз, Марк Минковски, Мишель Плассон. 
Выступала на престижных международных музыкальных фестивалях, в том числе на Люцернском (впервые в 1992), Зальцбургском (c XXXX), Дротнингхольмском (1999), Экс-ан-Прованском (впервые в XXXX) и др. Гастролировала в лондонском "Ковент-Гардене" (XXXX). 

## Награды
Кавалер Ордена искусств и литературы (2006).